# Rhopalophora neivai
Rhopalophora neivai es una especie de escarabajo longicornio del género Rhopalophora, categorizada en la tribu Rhopalophorini, de la subfamilia Cerambycinae. Fue descrita por Mendes en 1940 y publicada en Rhopalophora neivai, nova espécie da família Cerambycidae (Col.). Revista de Entomologia, Rio de Janeiro 11: 380–382.
Mide 8,5-10 mm de longitud. Se distribuye por Brasil.